# Istituto di Cristo Re Sommo Sacerdote

Lo stemma dell'Istituto; nel cartiglio il motto latino Veritatem facientes in charitate

L'Istituto Cristo Re Sommo Sacerdote (in latino Institutum Christi Regis Summi Sacerdotis; in francese Institut du Christ Roi Souverain Prêtre) è una società clericale di vita apostolica di diritto pontificio: i membri della compagnia pospongono al loro nome la sigla I.C.R.S.S.

## Storia

### Origini e crescita
L'istituto è stato fondato nel 1990 nel Gabon, dove ancora sono presenti le missioni dell'Istituto.
La Santa Sede ha approvato l'istituto il 7 ottobre 2008 e le sue costituzioni il 29 gennaio 2016; la società è dipesa dalla Pontificia commissione "Ecclesia Dei" fino alla soppressione di questa nel 2019. Dal 2019 è dipesa dalla Congregazione per la dottrina della fede, fino al 2021, quando, con il motu proprio Traditionis custodes, papa Francesco ha trasferito le competenze sull'istituto all'odierno Dicastero per gli istituti di vita consacrata e le società di vita apostolica.

### Struttura canonica
L'ICRSS, in francese Institut du Christ Roi Souverain Prêtre è una società di vita apostolica, senza voti religiosi, eretta canonicamente il 1º settembre 1990 a Roma. Il 7 ottobre 2008 è stata elevata a società di vita apostolica in forma canonicale di diritto pontificio con decreto della Pontificia commissione "Ecclesia Dei". Il 29 gennaio 2016 ha ottenuto l'approvazione definitiva delle costituzioni con decreto della medesima commissione. Il motto dell'Istituto è Veritatem facientes in charitate.

### Il fondatore
L'Istituto è stato fondato da don Gilles Wach, che ne è il moderatore supremo con il titolo di priore generale, e da don Philippe Mora.

## La missione
L'istituto ha come scopo la promulgazione, la diffusione e la difesa, in tutti gli aspetti della vita dell'uomo, del Regno di Cristo, Sommo Sacerdote, secondo l'insegnamento del magistero dei papi e dei concili. L'Istituto di Cristo Re "opera sotto il patronato dell'Immacolata Concezione, alla quale è consacrato".

## I santi Patroni
L'Istituto ha come patrona principale la Beatissima Vergine Maria invocata sotto il titolo di Immacolata Concezione; sono patroni secondari san Francesco di Sales, san Tommaso d'Aquino e san Benedetto.

## La Sacra Liturgia Romana

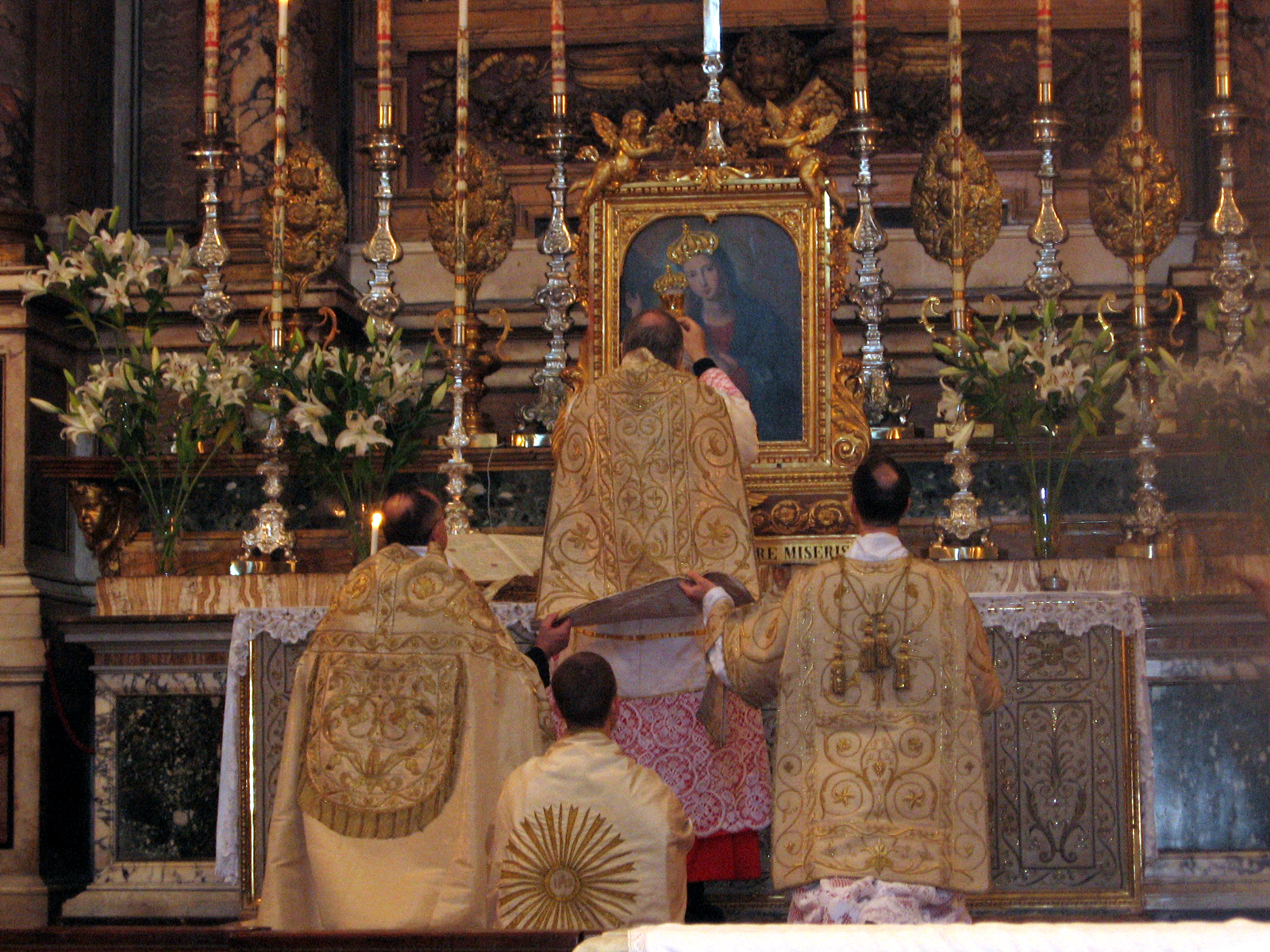
Il momento dell'Elevazione durante una Messa pontificale secondo la Messa tridentina, Roma 2009

L'Istituto celebra la liturgia tradizionale secondo il rito romano antico e in lingua latina. I Libri Liturgici in uso nell'Istituto sono conformi all'edizione vaticana promulgata nel 1962 da papa Giovanni XXIII.

### L'abito corale

Da sinistra a destra: abiti corali di preti, superiori e del priore generale

L'Istituto è retto « in forma canoniale » (ad instar canonicorum) per cui i sacerdoti dell'I.C.R.S.S. hanno ottenuto il diritto di potersi scegliere il proprio abito. L'abito corale è stato adottato nel 2006 e concesso all'istituto dall'ordinario diocesano, l'arcivescovo metropolita di Firenze.

## Struttura organizzativa

### I superiori dell'Istituto
- Monsignor Gilles Wach, fondatore e Priore Generale
- Don Philippe Mora, cofondatore e rettore del seminario internazionale San Filippo Neri di Gricigliano
- Monsignor Rudolf Michael Schmitz, Vicario Generale

### Ramo femminile
All'istituto si aggiunge una sezione femminile denominata Adoratrici del Cuore Regale di Cristo Sommo Sacerdote. La sezione è stata fondata nel giugno del 2004 sotto l'autorità del cardinale Ennio Antonelli, all'epoca arcivescovo metropolita di Firenze.

### Associazione laicale
Esiste l'associazione laicale "Società del Sacro Cuore".

## Diffusione
L'Istituto opera in: Italia, Francia, Spagna, Belgio, Germania, Svizzera, Austria, Regno Unito, Irlanda, Svezia, Stati Uniti d'America, Giappone, Gabon e Mauritius.
La casa generalizia e il Seminario internazionale dell'Istituto hanno sede presso la villa Martelli in località Sieci - Gricigliano, nel comune di Pontassieve, in provincia di Firenze.
Al 31 dicembre 2021 la società conta 266 membri (139 dei quali sacerdoti) in 52 case.